# Astronomija u 1786.
◄◄ | ◄ | 1783. | 1784. | 1785. | 1786.  | 1787. | 1788. | 1789. | ► | ►►
Arhitektura • Astronomija • Biologija • Glazba • Kazalište • Kemija • Kiparstvo • Knjige • Književnost • Kršćanstvo • Medicina • Politika • Pravo • Promet • Slikarstvo • Šport • Znanost
Astronomija u 1786.

## Svijet

### Otkrića
- 17. siječnja: Francuski astronom Pierre Méchain prvi zapazio Enckeov komet.[1]

## Vanjske poveznice
|  | Zajednički poslužitelj ima još gradiva o temi Astronomija u 1786. |